# Pablo Oré
Pablo José Oré Burgos (Lima, 29 de marzo de 1986) es un futbolista peruano de 38 años. Juega de defensa y actualmente está sin equipo.

## Trayectoria
Se formó en las divisiones menores de la U. En el año 2003, debido a la huelga de futbolistas, algunos clubes se vieron en la necesidad de alinear juveniles, por lo que Oré debutó profesionalmente a los 17 años ante el Deportivo Wanka. Sin embargo, estos encuentros fueron posteriormente anulados, por lo que el debut oficial de Oré en Primera División se produjo recién en el Clausura 2008 ante el Sport Ancash, partido en el que su equipo cayó por 3-0. Antes ya había jugado en Segunda con el América Cochahuayco.

## Clubes
| Club                      | País | Año         |
| ------------------------- | ---- | ----------- |
| Universitario de Deportes | Perú | 2003        |
| Unión de Campeones        | Perú | 2005        |
| América Cochahuayco       | Perú | 2007        |
| Universitario de Deportes | Perú | 2008        |
| América Cochahuayco       | Perú | 2009        |
| Deportivo Coopsol         | Perú | 2010 - 2014 |
| Comerciantes Unidos       | Perú | 2015        |
| Deportivo Coopsol         | Perú | 2016        |

## Palmarés
| Título           | Club                      | País | Año  |
| ---------------- | ------------------------- | ---- | ---- |
| Torneo Apertura  | Universitario de Deportes | Perú | 2008 |
| Segunda División | Comerciantes Unidos       | Perú | 2015 |